# Gymnospermium
Gymnospermium es un género con once especies de plantas de flores perteneciente a la familia Berberidaceae.

## Taxonomía
El género fue descrito por Édouard Spach   y publicado en Histoire Naturelle des Végétaux. Phanérogames 8: 66. 1839. La especie tipo es: Gymnospermium altaicum

## Especies
- Gymnospermium albertii
- Gymnospermium altaicum
- Gymnospermium darwasicum
- Gymnospermium kiangnanensis
- Gymnospermium odessanum
- Gymnospermium scipetarum
- Gymnospermium shqipetarum
- Gymnospermium silvaticum
- Gymnospermium smirnovii
- Gymnospermium sylvaticum
- Gymnospermium vitellinum